# Buisson (La Roche-en-Ardenne)
Pour les articles homonymes, voir Buisson.
Buisson est un village de la commune belge de La Roche-en-Ardenne.